# Straatvoetbal
Straatvoetbal is een vorm van voetbal die gespeeld wordt op straat, plein, trapveldje of grasveld.
Menig voetballer is zo begonnen zoals Johan Cruijff. Er zijn diverse straatvoetbaltoernooien in Nederland zoals onder andere het KNVB straatvoetbaltoernooi. Ze vinden ook plaats in de zogenaamde Cruyff Courts.

## Trivia
- Een bekend straatvoetbal-computerspel is FIFA Street